# Panama ai Giochi della XVIII Olimpiade
Panama partecipò ai Giochi della XVIII Olimpiade, svoltisi a Tokyo dal 10 al 24 ottobre 1964, con una delegazione di dieci atleti impegnati cinque discipline, per un totale di dieci competizioni
Fu la quinta partecipazione di questo paese ai Giochi estivi. Non furono conquistate medaglie.